# 三眼大鼻鰨
三眼大鼻鰨為輻鰭魚綱鰈形目鰨亞目鰨科的其中一種，為熱帶魚類，分布於中東大西洋茅利塔尼亞至幾內亞灣半鹹水、海域，棲息深度10-30公尺，體長可達30公分，棲息在沙底質底層水域，以軟體動物等為食，生活習性不明，可作為食用魚。